# Al-Ahly SC
Al-Ahly SC (Arabsky: النادي الأهلي للرياضة البدنية) je egyptský fotbalový klub založený v roce 1907 v Káhiře, kde dodnes sídlí. Egyptskou ligu vyhrálo v historii 44krát a egyptský ligový pohár 33krát. V roce 2000 byl vyhlášen nejlepším africkým klubem století.[zdroj?]
Velkým rivalem klubu je Al-Zamalek. Rivalita je mezi oběma týmy tak velká, že jejich vzájemná utkání musí řídit rozhodčí z ciziny.
Al-Ahly drží ještě jeden rekord v egyptské lize. Vytvořilo nejdelší sérii v počtu neprohraných utkání, a to 45 utkání za sebou.

## Úspěchy
- Egyptská liga (45)
- Egyptský pohár (36)
- Liga mistrů CAF (9): 1982, 1987, 2001, 2005, 2006, 2008, 2012, 2013, 2020
- Pohár vítězů pohárů CAF (4): 1984, 1985, 1986, 1993
- Konfederační pohár CAF (1): 2014
- Superpohár CAF (7): 2002, 2006, 2007, 2009, 2013, 2014, 2021
- Afro-asijský pohár (1): 1989
- Arabský pohár mistrů (1): 1996
- Arabský pohár vítězů pohárů (1): 1994